# Javianne Oliver
Javianne Oliver (née le 26 décembre 1994 à Monroe) est une athlète américaine, spécialiste des épreuves de sprint.

## Biographie
En 2018, elle remporte le titre du 60 mètres lors des championnats des États-Unis en salle 2018, à Albuquerque, établissant la meilleure performance mondiale de l'année en 7 s 02.
En 2020, lors des sélections olympiques américaines d'athlétisme, elle finit initialement deuxième du 100 mètres, avant de se voir attribuer la victoire à la suite du contrôle antidopage positif de la vainqueur.
Le 7 août 2021, aux Jeux olympiques de Tokyo, elle remporte la médaille d’argent du relais 4 × 100 mètres avec ses coéquipières Teahna Daniels, Jenna Prandini et Gabrielle Thomas avec le temps de 41 s 45, tandis que l’or revient à la formation jamaïcaine (41 s 02).

### National
- Championnats des États-Unis d'athlétisme :
  - 100 m : titrée en 2020

## Records
100 m en plein air : 10 s 96, à Eugene, le 18 juin 2021.